# Porenvolumen (Boden)
Porenvolumen ist ein Begriff der Bodenkunde und bezeichnet das gesamte, mit Luft oder Wasser gefüllte Hohlraumvolumen des Bodens.

## Allgemein
Der Bodenkörper lässt sich gedanklich aufteilen in das Volumen der festen Bodensubstanz und in das Porenvolumen.
Das Porenvolumen eines Bodens teilt sich auf in:
- Primärporen; sie hängen ab von der Korngrößenverteilung der mineralischen Bodenbestandteile sowie von Art und Zusammensetzung der organischen Bestandteile (Humus)
- Sekundärporen; sie hängen ab vom Bodengefüge und damit von chemischen Eigenschaften der Minerale sowie vom Einfluss der Pflanzen (Wurzeln bilden Wurzelröhren) und Tiere (bilden Gänge, graben, durchmischen, …).

Sättigt man den Boden vollständig mit Wasser (Porenvolumen = Wasservolumen) und entzieht man ihm dann das Wasser stufenweise mit bekannten Unterdrücken (Bodenwasserspannung), so lassen sich nacheinander entwässern:
- die weiten (schnell dränenden) Grobporen
- die engen (langsam dränenden) Grobporen
- die Mittelporen
- die Feinporen.

Grobporen sind Poren mit einem Durchmesser von mehr als 0,01 mm (> 10 µm). Das Wasser in diesen Poren wird nicht gegen die Erdanziehungskraft zurückgehalten und sickert daher als Sickerwasser durch den Boden. Die Summenkurve der Porengrößen, aufgetragen in Abhängigkeit von der Bodenwasserspannung, ergibt die Bodenwasserspannungskurve. Sie beschreibt unter anderem die Verfügbarkeit des Bodenwassers für die Pflanzen.

## Primärporen
Primärporen sind körnungsbedingte Poren zwischen den Einzelkörnern. Deshalb bestimmt die Größe der mengenmäßig überwiegenden Einzelkörner auch bestimmte Größenbereiche der Primärporen (vgl. Tab. im folgenden Unterkapitel):
- In Sandböden sind dies Grobporen.
- In den vom Grobschluff dominierten Lössböden sind es die Mittelporen.
- In Tonböden sind es die Feinporen und der Übergang zu den Mittelporen.

Als Faustregel kann gelten, dass die Größe der durchgängigen, kanalartigen Poren etwa einem Drittel der dominierenden Korngröße entspricht. Konkrete Größenwerte finden sich unten in der Tabelle "Einteilung nach ...".
Weil kleine Körner schlechter gegeneinander verschiebbar sind als große, nimmt mit abnehmender Größe der Einzelkörner das Gesamtporenvolumen zu; kleine Einzelkörner sind also natürlicherweise nicht so dicht gepackt wie große Einzelkörner.

### Verteilung der Porengrößenbereiche für Bodenarten-Hauptgruppen
Wenn man im Gelände mit der Fingerprobe die Bodenart oder zumindest die Bodenarten-Hauptgruppe bestimmt, dann gibt die folgende Tabelle einen ersten Eindruck der Porengrößenverteilung vor Ort. Diese Tabelle stammt aus der Bodenkundlichen Kartieranleitung bzw. der DIN 4220, die außerdem für jede Bodenart und die ermittelten Porengrößenbereiche spezifische Kennwerte der bodenphysikalischen Parameter Feldkapazität, nutzbare Feldkapazität, Luftkapazität und Totwasser enthält.
|                 | Grobporen      | Grobporen | Mittelporen in Vol.-% | Feinporen in Vol.-% | Wasserleitfähigkeit in cm/d |
| weite in Vol.-% | enge in Vol.-% |           | Mittelporen in Vol.-% | Feinporen in Vol.-% | Wasserleitfähigkeit in cm/d |
| --------------- | -------------- | --------- | --------------------- | ------------------- | --------------------------- |
| Sandböden       | 10 bis 20      | 8 bis 20  | 10 bis 15             | 2 bis 8             | 300                         |
| Schluffböden    | 0 bis 10       | 5 bis 15  | 10 bis 20             | 10 bis 20           | 30                          |
| Lehmböden       | 5 bis 10       | 0 bis 10  | 5 bis 15              | 5 bis 20            | 30                          |
| Tonböden        | 0 bis 5        | 0 bis 5   | 10 bis 15             | 25 bis 40           | 3                           |
| Torfböden       | 7 bis 30       | 0 bis 10  | 30 bis 55             | 15 bis 25           | 200                         |

Die Spalte der Wasserleitfähigkeit für gesättigte Böden zeigt eine Auswirkung der unterschiedlichen Porengrößenverteilungen; für die Wasserleitfähigkeit sind Schwankungen von einem Fünftel bis zum Dreifachen normal!

## Sekundärporen
Sekundärporen sind gefügebeeinflusste Grobporen (auch Makroporen genannt) mit Äquivalentdurchmessern von über 50 µm zwischen den Aggregaten (Bodengefüge, also nicht zwischen den Einzelkörnern) und Bioporen.
Aggregate bilden sich:
- rein physikalisch durch wiederholtes Nass- und Trockenwerden, also durch den Wechsel der Bodenfeuchte, der mit steigendem Tongehalt von deutlicher ausgeprägter Quellung und Schrumpfung begleitet wird.
- chemisch durch umhüllende Eisenoxide oder verkittende Karbonate
- biologisch durch verklebende Schleimstoffe aus dem Darm von Erdfressern wie Regenwürmern, durch die verbauende Wirkung von (Feinst-)Wurzeln und Pilzhyphen oder durch die mechanische Wirkung von Wurzel- oder Regenwurmgängen; im Extrem auch durch Gänge von Mäusen, Maulwürfen o. ä.

Die räumliche Verteilung der sekundären Poren ist oft ungleichmäßig (anisotrop); ihre Ausrichtung vorwiegend senkrecht. Das sekundäre Porensystem ist wichtig für den Luft- und Wasserhaushalt besonders feinkörniger Böden.

## Einteilung nach der Saugspannung
Die folgende Einteilung des Porenvolumens zeigt den Zusammenhang von Porengröße und Saugspannung (Bodenwasserspannung).
Für Böden, die nicht durch Grundwasser oder Staunässe beeinflusst werden, können die „engen Grobporen“ auch der Luftkapazität zugeschlagen, also von der (nutzbaren) Feldkapazität abgezogen werden.

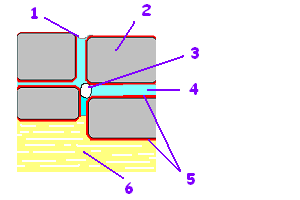
Boden mit Porenvolumen: (1) tragender Meniskus (2) Bodenpartikel (3) Luft führende Bodenpore (4) Kapillarwasser (5) Adsorptionswasser (6) Grund- oder Stauwasser

| Kategorie                   | Ausprägungen           | Ausprägungen               | Ausprägungen               | Ausprägungen                |
| --------------------------- | ---------------------- | -------------------------- | -------------------------- | --------------------------- |
| Porenbereiche               | weite Grobporen        | enge Grobporen             | Mittelporen                | Feinporen                   |
| Saugspannung in hPa         | unter 60               | 60 bis 300                 | 300 bis 15.000             | über 15.000                 |
| pF-Wert                     | unter 1,8              | 1,8 bis 2,5                | 2,5 bis 4,2                | über 4,2                    |
| Äquivalentdurchmesser in µm | über 50                | 50 bis 10                  | 10 bis 0,2                 | unter 0,2                   |
| Funktion der Poren          | schnell bewegliches    | langsam bewegliches        | pflanzen- verfügbares      | nicht pflanzen- verfügbares |
|                             | Sickerwasser           | Sickerwasser               | Haftwasser                 | Haftwasser                  |
| Kennwerte Kurzzeichen       | Luftkapazität LK       | nutzbare Feldkapazität nFK | nutzbare Feldkapazität nFK | Totwasser TOT               |
| Kennwerte Kurzzeichen       | Luftkapazität LK       | Feldkapazität FK           |                            |                             |
| Kennwerte Kurzzeichen       | Gesamtporenvolumen GPV |                            |                            |                             |

Anmerkungen:

1 hPa entspricht 1 cm Wassersäule. Das ist die Höhe, bis zu der Wasser in einer Kapillare des jeweiligen Äquivalentdurchmessers aufsteigt und dann unter dem Meniskus hängt.

pF-Wert = log10 (Saugspannung in hPa)

## Kennzahlen
Üblicherweise wird das Volumen {\displaystyle V_{p}} der Poren auf das gesamte Volumen {\displaystyle V_{ges}} des Bodens bezogen. Dann ergeben sich die dimensionslosen Kennzahlen:
- das Porenvolumen {\displaystyle PV={\frac {V_{p}}{V_{ges}}}\cdot 100=\epsilon \cdot 100} mit der Hilfsmaßeinheit %, Vol.-% bzw.  % (v/v) (wie in obiger Tabelle "Verteilung der Porgengrößenbereiche ...")
- die Porosität {\displaystyle \epsilon ={\frac {V_{p}}{V_{ges}}}} mit {\displaystyle 0\leq \epsilon \leq 1} und der Hilfsmaßeinheit m³/m³ oder cm³/cm³.

Die Angabe der Maßeinheit zum PV erfolgt häufig auch als „mm/dm“. Diese Reduzierung von Volumenprozent auf Längenprozent wird anschaulich, wenn man ausgehend von der Angabe „dm³/dm³“ einen Würfel von 1 dm³ gedanklich auf der Fläche von 1 m² verteilt: man erhält einen 1 mm hohen Körper. Demnach sind je dm Tiefe im Boden so viele Poren, dass sie – gedanklich zusammengefasst – 1 mm „Höhe“ ausmachen.
Hält man gedanklich an der Bezugsfläche von 1 m² fest und berücksichtigt, dass 1 dm³ = 1 Liter ist, dann lassen sich die Angaben zum Porenvolumen nicht nur als mm (Porenanteil) je dm Tiefe (im Boden) machen, sondern für eine gegebene Tiefe auch als mm/m² oder als Liter/m².
Das Volumen der Poren kann auch auf das Volumen {\displaystyle V_{f}} des Festkörpers bezogen werden, dann ergibt sich als Kennzahl:
- die Porenziffer {\displaystyle e={\frac {V_{p}}{V_{f}}}}, die auch größer als 1 werden kann.

Die Porenziffer erlaubt es, Änderungen des Porenvolumens auch bei erheblichen Änderungen des gesamten Bodenvolumens miteinander zu vergleichen (beispielsweise bei Verdichtungen), weil hier anders als beim Porenvolumen oder der Porosität der Bezugswert gleich bleibt.
Porosität und Porenziffer können ineinander umgerechnet werden:
{\displaystyle {\begin{aligned}\epsilon &={\frac {e}{e+1}}\\\Leftrightarrow e&={\frac {\epsilon }{1-\epsilon }}\end{aligned}}}.